# Parndorf
Parndorf (in croato: Pandrof, in ungherese: Pándorfalu) è un comune austriaco di 4 475 abitanti nel distretto di Neusiedl am See, in Burgenland. Abitato anche da croati del Burgenland, è un comune bilingue.